# Kap Adriasola
Kap Adriasola ist ein markantes, mit Eisklippen versehenes Kap am südwestlichen Ende der Adelaide-Insel, 16 km nordwestlich von Avian Island vor der Westküste der Antarktischen Halbinsel.
Entdeckt wurde es bei der Fünften Französischen Antarktisexpedition (1908–1910). Deren Leiter, der französische Polarforscher Jean-Baptiste Charcot, benannte es nach einem chilenischen Freund namens J. Adriasola aus Punta Arenas.